# Omari Newton

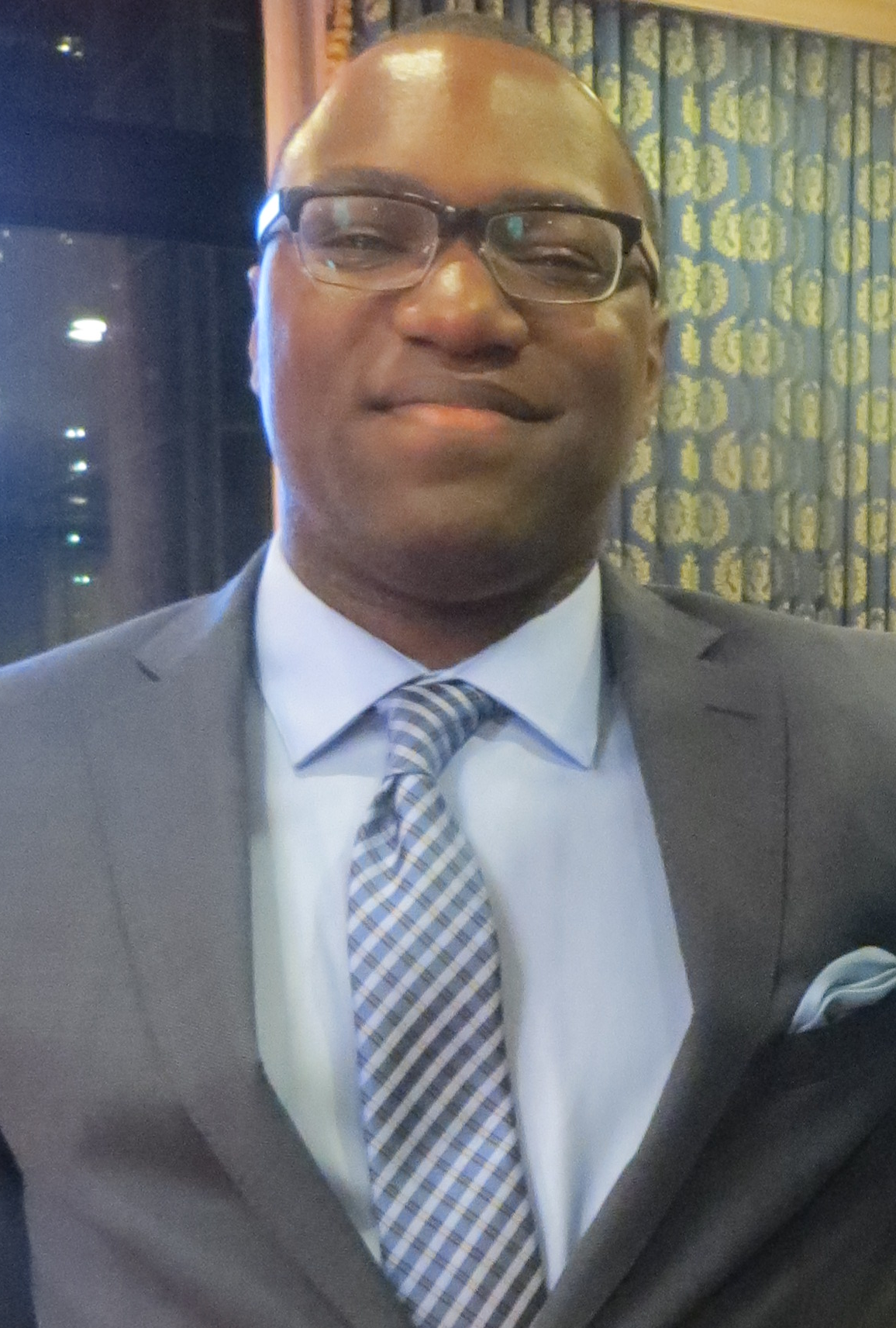
Omari Newton

Omari Akil Newton (* vor 1990 in Montreal) ist ein kanadischer Schauspieler. Er ist bekannt für seine Darstellungen von Larry Summers in Blue Mountain State und Lucas Ingram in Continuum.

## Karriere
Newton wuchs in Montreal auf. Seine Eltern waren Einwanderer aus Trinidad und Tobago. Er hat eine Zwillingsschwester namens Akilah Newton. In den 1990ern besuchte Newton die Beaconsfield High School. Newton war Co-Capitain des Basketballteams der Schule und gründete das örtliche Footballteam. Daneben besuchte er Schauspielclubs. Um ein professioneller Schauspieler zu werden, nahm Newton Schauspielkurse an der Concordia University. Dort erlangte er auch seinen Bachelorabschluss in Kommunikationswissenschaft. Daneben besuchte Newton die National Theatre School of Canada. Als Newton 19 Jahre alt war, wurde er von dem Black Theatre Workshop angeheuert und spielte eine Hauptrolle in einer von deren Produktionen. Er arbeitete noch einige Jahre in der Theaterszene in Montreal, bis er nach Vancouver zog. Auch dort trat er häufig in Theaterstücken auf. Er war unter anderem in Romeo und Julia, einer Produktion des Mad Duck Theatre Collective und in Orestie am Christ Church Cathedral zu sehen. 2001 hatte Newton ein Vorsprechen für die Rolle des Dalton Nemers in der Vampirserie Vampire High und wurde direkt gecastet. Newton erzählte später, dass er die Zeit am Set sehr genoss. Er fand es außerdem toll, dass seine Figur entscheidend für die Charakterentwicklung eines der "Hauptvampire" war. Für Newton war es die erste Rolle in einer Fernsehserie und seine bis dahin größte Rolle in Film und Fernsehen. Davor hatte er nur Minirollen mit ein paar Wörtern in Fernsehfilmen gespielt. Von 2010 bis 2011 spielte Newton Larry Summers in Blue Mountain State. Diese Fernsehserie dreht sich um eine fiktionale Universität und deren Footballteam. Es war Newtons erste wichtige Nebenrolle in einer Fernsehserie. Von 2012 bis 2015 spielte Newton die Hauptrolle des Lucas Ingram in Continuum.

## Filmografie (Auswahl)
- 2001: Vampire High (Fernsehserie, 1 Folge)
- 2002: Redeemer (Fernsehfilm)
- 2005: Matchball für die Liebe (15/Love, Fernsehserie, 1 Folge)
- 2010: Shattered (Fernsehserie, 1 Folge)
- 2010–2011: Blue Mountain State (Fernsehserie, 31 Folgen)
- 2013: Supernatural (Fernsehserie, 1 Folge)
- 2014: Wolverine vs. Sabretooth (Miniserie, 6 Folgen)
- 2012–2015: Continuum  (Fernsehserie, 40 Folgen)
- 2016: Akte X – Die unheimlichen Fälle des FBI (The X-Files, Fernsehserie, 1 Folge)
- 2016: Blue Mountain State: The Rise of Thadland
- 2016: Die Weihnachtsstory (Every Christmas Has a Story) (Fernsehfilm)
- 2016: Hearts of Christmas (Fernsehfilm)
- 2017: Tarzan und Jane (Tarzan and Jane, Fernsehserie, 8 Folgen)
- 2017: Big Fat Liar 2
- 2017: S.W.A.T.: Under Siege
- 2017: Darrow & Darrow (Fernsehfilm)
- 2017: Marvel Super Hero Adventures (Fernsehserie, 10 Folgen)
- 2017: Travelers: Die Reisenden (Travelers, Fernsehserie, 1 Folge)
- 2018: Reboot: Der Wächter Code (ReBoot: The Guardian Code, Fernsehserie, 2 Folgen)